# Одаліс Реве
Одаліс Реве Хіменес (ісп. Odalis Revé Jiménez; нар. 17 січня 1970, Ольгін, Куба) — кубинська дзюдоїстка, олімпійська чемпіонка 1992 року, багаторазова призерка чемпіонатів світу.

## Виступи на Олімпіадах
| Олімпіада      | Дисципліна | Місце |
| -------------- | ---------- | ----- |
| Барселона 1992 | до 66 кг   | 1     |
| Атланта 1996   | до 66 кг   | 5     |